# Sân bay quốc tế Princess Juliana

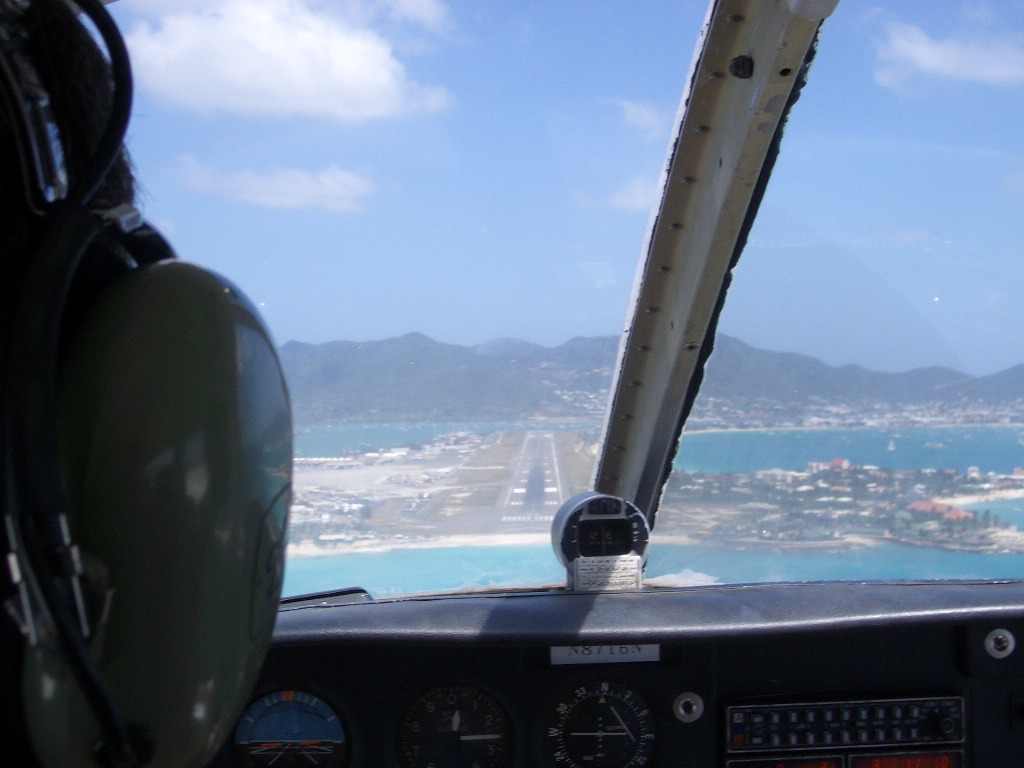
Approach to Princess Juliana Airport

Sân bay quốc tế Princess Juliana (IATA: SXM, ICAO: TNCM) phục vụ đảo Sint Maarten (cũng được gọi là St Martin) ở Antilles Hà Lan. Sân bay này nổi tiếng do có đường băng rất ngắn, chỉ vừa đủ cho các máy bay nặng. Do đó, các máy bay tiếp cận xuống đảo này bay rất thấp, ngay trên Bãi biển Maho. Nhiều bức ảnh chụp các máy bay phản lực bay ở tầm cao 10–20 m trên đầu du khách đang thư giãn ở bãi biển chụp ở đây đã bị mọi người nhầm tưởng là ảnh đã qua xử lý photoshop. Do vậy, bãi tắm này là nơi lý tưởng cho những người ngắm máy bay. Sân bay được đặt theo tên của Nữ hoàng Juliana xứ Hà Lan (lúc bà còn là công chúa).
Sân bay này được bắt đầu là một sân bay quân sự năm 1942 và được chuyển thành sân bay dân sự năm 1943. Đây là sân bay tấp nập thứ nhì ở Đông Caribe, sau sân bay quốc tế Luis Muñoz Marín ở San Juan, Puerto Rico. Đây là trung tâm hoạt động của hãng Windward Islands Airways và là một cửa ngõ chính ra vào các đảo nhỏ hơn như Anguilla, Saba, St. Barthélemy và St. Eustatius. Một nhà ga hàng không mới và hiện đại được mở cửa ngày 10/11/2006. Đường băng cũng được kéo dài, là một phần của dự án tốn 87 triệu USD, hiện đang ở giai đoạn 2. Lưu trữ ngày 7 tháng 9 năm 2011 tại Wayback Machine

## Các hãng hàng không và các điểm đến
- Air Antilles Express (Pointe-à-Pitre, Saint Barthélemy) ATR42-320, ATR42-500, DHC6-300
- Air Guyane Express (Cayenne) ATR42-320, ATR42-500
- Air Caraïbes (Saint Barthélemy, Pointe-à-Pitre, Port-au-Prince) ATR72-500, C208B
- Air France (Paris-Charles de Gaulle, Pointe-à-Pitre, Port-au-Prince) A320-200, A340-300
- Air Transat (Montreal, Toronto-Pearson) A310, A330-200, A330-300
- American Airlines (Miami, New York-JFK, San Juan) A300-600, B757-200, B767-300
- American Eagle (San Juan, Santo Domingo) ATR72-212, ATR72-500
- Anguilla Air Services (Anguilla) BN2
- Arkefly (Amsterdam) B767-300
- Aserca Airlines (Caracas) (ngưng về hàng hóa) DC9-32
- Avianca (Bogotá) (ngưng về hàng hóa) B757-200
- CanJet (ngưng về hàng hóa) B737-500
- Caribair (Santo Domingo, Punta Cana) Saab 340
- Caribbean Airlines (Barbados, Kingston) B737-800
- Continental Airlines (Newark) B737-700, B737-800, B757-200
- Corsairfly (Paris-Orly) A330-200, B747-400
- Delta Air Lines (Atlanta) B757-200
- Dutch Antilles Express (also known as DAE) (Bonaire, Curaçao) ATR42-500, F100
- Insel Air (Curaçao, Bonaire, Port-au-Prince, Santo Domingo) MD83
- JetBlue Airways (New York-JFK) A320-200
- KLM (Amsterdam) MD11, B747-400
- Leeward Islands Air Transport (Antigua, Barbados, Guyana, St. Croix, St. Kitts, St. Thomas, San Juan, Tortola) DHC8-100, DHC8-300
- North American Airlines (Boston) B757-200
- Saint Barth Commuter (Saint Barthélemy) BN2
- Spirit Airlines (Fort Lauderdale) A319
- Take Air (Dominica) L410
- TAM Linhas Aéreas (São Paulo, Brasilia, Salvador da Bahia) [seasonal charters] A320-200
- Sun Country Airlines (Minneapolis/St Paul) [seasonal] B737-800
- Trans Anguilla Airlines (Anguilla) BN2
- United Airlines (Chicago-O'Hare, Washington-Dulles) A320-200, B757-200
- US Airways (Charlotte, Philadelphia) A319, B757-200

Windward Islands Airways]] (Anguilla, Antigua, Beef Island, Dominica, Montserrat, Nevis, Santo Domingo, Saba, St. Barts, St. Eustatius, St. Kitts, St. Lucia) BN2, DHC6-300 
- WestJet (Montreal) B737-700

## Hàng hóa
- Amerijet
- Ameriflight
- CaribEx
- DHL Worldwide
- FedEx
- Roblex
- SkyWay